# 拉芙咖啡
拉芙咖啡（英語：Raf coffee）是一种在前苏联国家流行的咖啡，起源于20世纪90年代的俄罗斯。拉芙咖啡的做法为：在浓缩咖啡中放入奶油和香草糖，然后用蒸汽加热器打泡。和拿铁的不同点在于，拉芙咖啡用香草糖和奶油代替了牛奶，在打泡时也不像拿铁只打牛奶，而是将所有原料一起打发。制作咖啡时一般用糖浆代替香草糖。

## 制作
先把糖浆倒入咖啡杯，接着倒入浓缩咖啡（35毫升）。然后把含脂量低于30%的热牛奶、香草糖放进咖啡。最后把咖啡倒入咖啡壶，将咖啡加热至66摄氏度。通常会在做好的咖啡撒肉桂粉。这款咖啡配方多变，可以用酒精或薰衣草做配料，也可以用蜂蜜代替糖。

## 咖啡历史
拉芙咖啡起源于莫斯科的"Coffee Bean"咖啡馆，是这间咖啡馆在1996-1997年间开发的新产品。当时咖啡馆的老顾客拉斐尔·蒂默巴耶夫（Rafael Timerbaev）要求咖啡师为他提供新口味的咖啡，于是三位咖啡师格列布·涅韦金（Gleb Neveikin）、阿特姆·贝雷斯托夫（Artem Berestov）、加利娜·萨莫赫金（Galina Samokhina）做起了实验，发明了“给拉斐尔的咖啡“。后来咖啡馆的其他顾客要求提供与“给拉斐尔的咖啡“一样的咖啡，久而久之咖啡的名称就被简化为Raf coffee或Raf。过了不久拉芙咖啡在俄罗斯各地流行起来。拉芙咖啡在莫斯科很受欢迎。。截至2018年，已有多国饮用拉芙咖啡，像是乌克兰、 哈萨克斯坦、摩尔多瓦和白俄罗斯。不过拉芙咖啡在独联体以外国家还不为人知。据报导，捷克、 以色列、塞浦路斯、罗马尼亚、印度尼西亚的一些咖啡馆会提供拉芙咖啡。
一些俄罗斯专家批评，香草糖和奶油的气味遮盖了浓缩咖啡的香气，但他们也认为这种咖啡是少数源自俄罗斯的创新产品。他们还认为这种咖啡非常流行，足以代表俄罗斯的咖啡文化。